# Soukaphone Vongchiengkham
Soukaphone Vongchiengkham (laotisch: ສຸກອາພອນ ວົງຈຽງຄໍາ; * 9. März 1992 in Champasak) ist ein laotischer Fußballspieler.

## Karriere

### Verein
Das Fußballspielen erlernte Soukaphone Vongchiengkham in Thailand beim BEC-Tero Sasana FC in Bangkok. Seinen ersten Vertrag unterschrieb er 2012 in Laos beim Ezra FC. Nach einem Jahr ging er wieder nach Thailand um sich dem Zweitligisten Krabi FC anzuschließen. Für Krabi stand er 26 Mal auf dem Platz und schoss dabei neun Tore. 2014 wechselte er zum damaligen Ligakonkurrenten Phitsanulok FC. Für den Verein spielte er die Hinserie. Die Rückserie spielte er für den Saraburi FC, ebenfalls ein Zweitligist, der in der Thai Premier League Division 1 spielte. Von 2015 bis 2017 spielte er wieder in seiner Heimat Laos. Hier lief er für die Vereine Lanexang United FC, Ezra FC und Vientiane FC auf. Die Saison 2018 schloss er sich dem thailändischen Zweitligisten Sisaket FC an. 2019 verließ er dem Zweitligisten und wechselte zum Erstligisten Chainat Hornbill FC nach Chainat. Nachdem der Club Ende 2019 den Weg in die Zweitklassigkeit antreten musste, verließ er den Club und schloss sich dem Erstligisten PT Prachuap FC aus Prachuap an. Für Prachuap absolvierte er ein Erstligaspiel. Anfang Dezember 2020 verpflichtete ihn der Uthai Thani FC. Der Verein aus Uthai Thani spielte in der zweiten Liga, der Thai League 2. Am Ende der Saison musste er mit Uthai Thani in die dritte Liga absteigen. Nach dem Abstieg verließ er den Verein und schloss sich dem Zweitligisten Udon Thani FC an. Für den Verein aus Udon Thani absolvierte er 15 Zweitligaspiele. Zur Rückrunde 2021/22 wechselte er im Dezember 2021 nach Bangkok zum Ligakonkurrenten Kasetsart FC. Für den Hauptstadtverein absolvierte er 14 Ligaspiele. Im Sommer 2022 wechselte er zum ebenfalls in der zweiten Liga spielenden Trat FC. Am Ende der Saison 2022/23 feierte er mit dem Verein aus Trat die Vizemeisterschaft und den Aufstieg in die erste Liga. Nach dem Aufstieg verließ er den Verein und schloss sich im Juli 2023 dem Zweitligisten Nakhon Si United FC an. Die Saison 2023/24 wurde er mit dem Verein Tabellenfünfter und qualifizierte sich somit für die Aufstiegsspiele zur ersten Liga. Hier konnte man sich jedoch nicht gegen den Rayong FC durchsetzen und verblieb in der zweiten Liga. Nach 46 Ligaspielen wurde sein Vertrag im Sommer 2025 nicht verlängert. Im August 2025 kehrte er in seine Heimat zurück. Hier unterschrieb er einen Vertrag beim Erstligisten Mazda Laos GB FC.

### Nationalmannschaft
Soukaphone Vongchiengkham spielte 5 Partien für die laotische U-23-Nationalmannschaft. Von 2010 bis 2023 absolvierte er dann insgesamt 58 Partien für dessen A-Nationalmannschaft und traf dabei 15 Mal. In dieser Zeit nahm er mit der Auswahl sechs Mal an der Südostasienmeisterschaft teil, schied dabei jedoch immer in der Gruppenphase aus.

## Erfolge
Trat FC
- Thailändischer Zweitligavizemeister: 2022/23  ▲